# Aedes bejaranoi
Aedes bejaranoi är en tvåvingeart som beskrevs av Martinez och Carcavallo 1960. Aedes bejaranoi ingår i släktet Aedes och familjen stickmyggor.
Artens utbredningsområde är Bolivia. Inga underarter finns listade i Catalogue of Life.